# Параметр (у гірництві)

## Геолого-промислові параметри родовища
Параметри родовища геолого-промислові – кількісна геологічна характеристика покладів корисної копалини і природних властивостей сировини, які впливають на умови і техніко-економічні показники розробляння родовища, збагачування і переробляння сировини. Найголовніші серед них: потужність, протяжність, форма і внутрішня будова покладів, речовинний склад, якість і технологічні властивості корисної копалини, умови її залягання, гірничо-технічні умови розробляння родовища.

## Параметри вибухової свердловини
Параметри вибухової свердловини – основні величини, що характеризують виробничі якості свердловини: діаметр, довжину, кут нахилу.

## Параметри кар’єру
Параметри кар’єру основні – найважливіші характеристики кар’єру: кінцева глибина, кути укосу робочих і неробочих бортів, розміри кар’єрного поля у плані, запаси корисної копалини і об’єм порід розкриву, виробнича потужність по корисній копалині та гірничій масі та ін.

## Параметри системи розробки
Параметри системи розробляння – основні характеристики системи відкритого розробляння родовища: висота уступу, ширина його робочої площадки, число уступів, довжина і швидкість посування фронту, темп поглиблювання гірничих робіт та ін.

## Параметри траси
Параметри траси – основні характеристики подовжньої осі капітальних гірничих виробок і транспортних комунікацій: довжина, похили, радіуси і тангенси горизонтальних і вертикальних кривих та ін.

## Параметри тріщинуватості гірських порід
Параметри тріщинуватості гірських порід: розкриття тріщин, об’ємна густина, елементи орієнтування тріщин у просторі. 

## Параметр динамічної подібності
Параметр динамічної подібності – відношення частоти вимушених коливань насосних штанг, викликаних верстатом-качалкою, до основної частоти власних коливань, яке виражається формулою: 
φд = ωL / vм , 
де ω – кутова швидкість обертання кривошипа верстата-качалки; L – довжина колони насосних штанг; vм – швидкість звуку в металі штанг. 
Параметр φд характеризує інтенсивність вимушених коливань штанг. В залежності від значини φд розрізняють два режими роботи штангової свердловинно-насосної установки: 
а) статичний за φд ≤ φкр ; 
б) динамічний за φд ≥ φкр , 
де φкр – критична значина П.д.п. 